# Undulatodoliops undulatofasciata
Undulatodoliops undulatofasciata är en skalbaggsart som först beskrevs av Stefan von Breuning 1947.  Undulatodoliops undulatofasciata ingår i släktet Undulatodoliops och familjen långhorningar.
Artens utbredningsområde är Filippinerna. Inga underarter finns listade i Catalogue of Life.